# Lumen Valo
Lumen Valo är en finländsk sångensemble. 
Lumen Valo, som är hemmahörande i Helsingfors, höll sin första konsert 1993 och har haft tyngdpunkten på renässansens polyfona körmusik, men har även under senare tid framfört bland annat medeltida samt modern vokalmusik. Den vanligtvis av åtta sångare bestående ensemblen har sättningen två sopraner, två altar, två tenorer, en baryton och en bas. Ensemblens återkommande scen är Uspenskijkatedralen i Helsingfors, särskilt de årligen återkommande "Mysterium"-julkonserterna har gjort ensemblen känd. Ensemblen har, utöver i Finland, turnerat i Sverige, Estland, Storbritannien, Tjeckien, Österrike, Tyskland, Belgien och Nederländerna samt uppträtt på många musikfestivaler i Finland och utomlands.

## Diskografi
- Mary in the Land of Snow and Light (Alba Records, 1996)
- Tenebrae (Alba Records, 1997)
- Zelenka (2CD, Alba Records, 1999)
- Mysterium (Sigillum LVCD1, 2000)
- Gravity (Sigillum LVCD2, 2001)
- Adoratio (Sigillum LVCD3, 2004)
- Maria (Sigillum LVCD4, 2008)
- Requiem (Sigillum LVCD 5, 2009)
- Miraculum (Sigillum LVCD 6, 2010)
- Neitsy äitix (Sigillum LVCD 7, 2016)